# Katastrofa

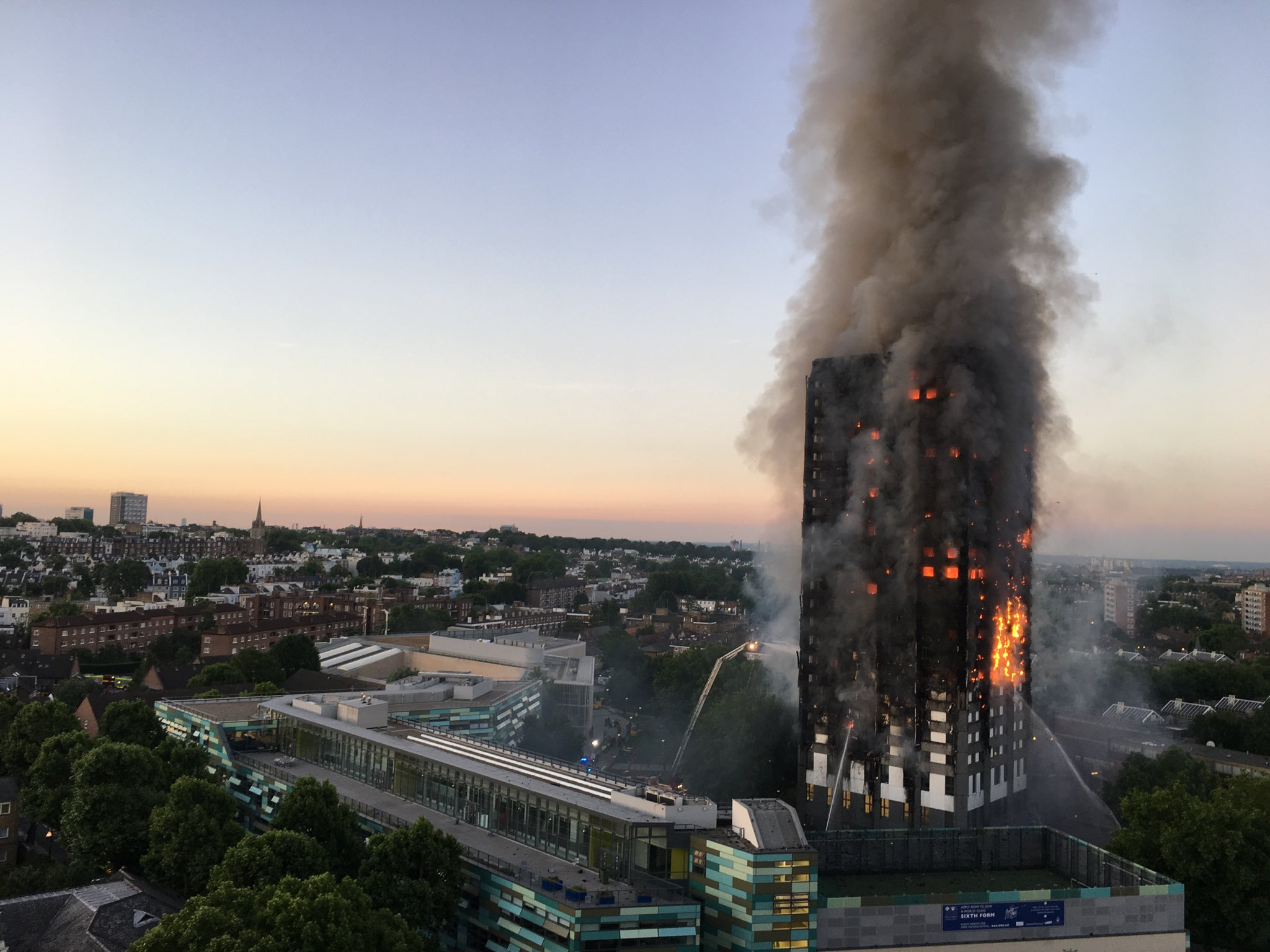
Katastrofa

Katastrofa (stgr. καταστροφή katastrophḗ „przewrót”) – nagłe i nieoczekiwane wydarzenie niosące ze sobą negatywne skutki: straty materialne oraz ciężkie urazy lub śmierć ludzi.

Rozróżnia się katastrofy antropogeniczne, wywołane przez ludzi i nieantropogeniczne (katastrofy naturalne).
Najczęstsze przyczyny katastrof związanych z działalnością człowieka:
- katastrofy komunikacyjne
  - kolejowe
  - drogowe
  - lotnicze
  - związane z transportem wodnym
- awarie techniczne
- katastrofy chemiczne
- pożary
- katastrofy budowlane

Osobno klasyfikowane są zdarzenia nadzwyczajne: akty terroru, działania wojenne i klęski humanitarne.
Katastrofy naturalne nazywa się raczej klęskami żywiołowymi lub kataklizmami.

## Stan prawny w Polsce
Polskie prawo karne penalizuje sprowadzenie katastrofy w ruchu lądowym, wodnym lub powietrznym, jak i sprowadzenie bezpośredniego niebezpieczeństwa katastrofy (art. 173–175 kodeksu karnego). Przez katastrofę rozumie się zdarzenie zagrażające życiu lub zdrowiu wielu osób albo mieniu w wielkich rozmiarach – przy tym według dominującego poglądu, pojęcie „wielu osób” oznacza co najmniej 10 osób, chociaż wyrażane są też poglądy, że dotyczy to od 6 osób wzwyż.
Definicja katastrofy kolejowej była ujęta w ustawie z dnia 28 marca 2003 r. o transporcie kolejowym. Ustępy 3–6 artykułu 17 (rozdział 4) tejże ustawy brzmiała:
3. Przez wypadek kolejowy rozumie się zdarzenie polegające na zderzeniu, najechaniu, wykolejeniu lub starciu pojazdów kolejowych.
4. Katastrofą kolejową jest wypadek kolejowy, na skutek którego wystąpiły ofiary w ludziach lub znaczne straty materialne.
5. Postępowania wyjaśniające w sprawie przyczyn katastrof prowadzi Prezes UTK.
6. Za znaczne straty materialne, o których mowa w ust. 4, uważa się szkody spowodowane wypadkiem, których wartość przekracza równowartość w złotych 50 000 euro, ustaloną przy zastosowaniu kursu średniego ogłaszanego przez Narodowy Bank Polski obowiązującego w dniu powstania szkody.
Ustępy te zostały uchylone przez art. 1 pkt 1 ustawy z dnia 22 lipca 2006 r. o zmianie ustawy o transporcie kolejowym (Dz.U. z 2006 r. nr 144, poz. 1046), która weszła w życie z dniem 11 września 2006 r. i obecnie nie obowiązują.

## Zestawienia
- Katastrofy górnicze w Polsce
- Największe katastrofy samolotów pasażerskich
- Największe wypadki kolejowe
- Polskie wypadki morskie jachtów żaglowych
- Pożary w Polsce
- Wypadki kolejowe w Polsce